# تپه پل شباب
تپه پل شباب مربوط به دوره اشکانیان - دوره ساسانیان - دوران‌های تاریخی پس از اسلام است و در شهرستان چرداول، بخش مرکزی، جنب رودخانه چرداول واقع شده و این اثر در تاریخ ۹ اردیبهشت ۱۳۸۲ با شمارهٔ ثبت ۸۴۷۰ به‌عنوان یکی از آثار ملی ایران به ثبت رسیده است.